# Бровина, Флора
Флора Бровина (алб. Flora Brovina; род. 1949) — косово-албанская журналистка, поэтесса и общественная деятельница.

## Биография
Родилась 30 сентября 1949 года в Косово. У неё есть брат Илир (англ. Ilir Brovina).
После окончания медицинского института в Приштине, продолжила обучение в Загребе, где специализировалась в педиатрии. Вернувшись в Косово, Флора начала работать в качестве журналиста в ежедневной газете Rilindja. Затем устроилась на работу врачом-педиатром в приштинскую больницу. Когда в 1990-х годах обострилась политическая обстановка, Бровина не осталась в стороне от происходящих событий и начала собирать информацию про акты насилия, занималась гуманитарной деятельностью, организовала также помощь детям, возглавив Центр психологической реабилитации детей-сирот.
Во время Косовской войны, 20 апреля 1999 года, Бровина была похищена мужчинами в масках и вывезена в неизвестном направлении. Позже выяснилось, что она была в сербском плену, где провела полтора года в сербских тюрьмах, прежде чем была отпущена в результате международного влияния.
Флора Бровина занимается политической деятельностью. В 2001 году баллотировалась на пост президента Косова по списку Демократической партии Косова. В качестве члена этой же партии в 2004 году она была избрана в Парламент Косова. Также руководила Женской лигой косовских албанцев.
Является автором ряда поэтических сборников:
- «Vërma emrin tim» (1973),
- «Bimë e zë» (1979),
- «Luleborë» (1988),
- «Mat e çmat» (1995),
- «Thirrje e Kosovë» (1999).

В 2001 году её стихи были опубликованы в Нью-Йорке в переводе Роберта Элси.

## Награды
В 1999 году Флора Бровина получила награду от шведского ПЕН-клуба и была удостоена премии Barbara Goldsmith Freedom to Write Award американского PEN American Center. Также является лауреатом Премии по правам человека Фонда Генриха Бёлля.